# Labichthys carinatus
Labichthys carinatus är en fiskart som beskrevs av Gill och Ryder, 1883. Labichthys carinatus ingår i släktet Labichthys och familjen skärfläcksålar. Inga underarter finns listade i Catalogue of Life.